# David Fischbach
David Fischbach (* 31. März 1989) ist ein deutscher Schauspieler, Kommunikationsdesigner und Briefmarkenkünstler.

## Leben

### Schauspieler
David Fischbach entdeckte sein schauspielerisches Talent bei einem Kinder- und Jugendtheater, an dem er ab seinem 13. Lebensjahr spielte. Dort verkörperte er u. a. die Rolle des jugendlichen Halbseitenspastikers Benjamin Lebert in der Theateradaption des Coming-of-Age-Romans „Crazy“. Seine Begeisterung für das Schauspiel führte zu einer selbstständigen Bewerbung bei der Nachwuchsschauspieleragentur Schwarz.
Ein Jahr später folgte nach einem Engagement in einem Diplomkurzfilm das Casting für die Rolle des jüngsten Lehrlings Lobosch in dem Otfried-Preußler-Stoff „Krabat“ unter der Regie von Marco Kreuzpaintner. Die verhältnismäßig aufwändigen Dreharbeiten für den Fantasyfilm fanden unter recht widrigen Bedingungen größtenteils in Rumänien (Karpaten u. a.) statt. Der 17-jährige Gymnasiast Fischbach musste für diese Gelegenheit dreimonatigen Urlaub bei der Schuldirektion beantragen. Die Mühen wurden mit Lob für das Schauspielensemble von „Krabat“ belohnt.
Im September 2008 spielte Fischbach in dem ZDF-Krimi „Unter Verdacht: Der schmale Grat“ an der Seite von Senta Berger seine erste Episodenhauptrolle in einer Fernsehproduktion (Ausstrahlung: August 2009). Ab Januar 2009 leistete Fischbach seinen Zivildienst im Bethesda Krankenhaus Wuppertal ab. Später folgten weitere Rollen in Krimifilmen wie etwa in „Stubbe – Von Fall zu Fall: Kassensturz“ (2011), „Flemming“ (2011) oder „Wilsberg: Halbstark“ (2012).
2013 spielte Fischbach eine kleine Rolle in dem Oskar-Roehler-Film „Quellen des Lebens“.

### Kommunikationsdesigner
David Fischbach studierte von 2010 bis 2016 Kommunikationsdesign (im Bachelorstudiengang und anschließend im Masterstudiengang) am Fachbereich Design der Hochschule Düsseldorf. 2014 schloss er sein Bachelorstudium mit einer Buchgestaltung über Die Galerie im Setzkasten und den Sammler Arno Stolz ab. Nach seinem Masterabschluss arbeitete er ein Jahr bei der D’ART Design Gruppe GmbH und anschließend bis 2019 in der Designagentur wiehl, Co. in Düsseldorf. Seit 2019 arbeitet David Fischbach als Kommunikationsdesigner für den Regionalverband Ruhr und gestaltet Sonderpostwertzeichen für das Bundesministerium der Finanzen.

## Filmografie
- 2006: Ritter Roland (Kurzfilm)
- 2008: Krabat
- 2009: Unter Verdacht: Der schmale Grat (Fernsehreihe)
- 2010: SOKO Köln (Fernsehserie)
- 2011: Stubbe – Von Fall zu Fall: Kassensturz (Fernsehreihe)
- 2011: Flemming (Fernsehserie; Episode: Der Gesang der Schlange)
- 2012: Wilsberg: Halbstark (Fernsehreihe)
- 2013: Quellen des Lebens

## Veröffentlichungen
- Kay Meiners: Material für eine neue Zeit – Produktdesign aus Pollopas. Niggli Verlag, Salenstein 2021, ISBN 978-3-7212-1012-5 (Gestaltungskonzept: David Fischbach).
- Regionalverband Ruhr (Hrsg.): Ausgezeichnet. Literaturpreis Ruhr – 33 Porträts. Kettler Verlag, Dortmund 2020, ISBN 978-3-86206-838-8 (Gestaltung: David Fischbach).
- (Hrsg.): Die Galerie im Setzkasten. Der Sammler Arno Stolz. Niggli Verlag, Salenstein 2019, ISBN 978-3-7212-0986-0.
- Jens Müller (Hrsg.): A5/06: Rene Spitz: HfG Ulm – Kurze Geschichte der Hochschule für Gestaltung / Concise History of the Ulm School of Design. Lars Müller Publishers, Zürich 2014, ISBN 978-3-03778-413-6 (Gestaltung: David Fischbach).